# Kuppali, Koppa
Kuppali là một làng thuộc tehsil Koppa, huyện Chikmagalur, bang Karnataka, Ấn Độ.